# 飯尾寺
飯尾寺（いいおじ）は、千葉県長生郡長柄町にある顕本法華宗の寺院。山号は威王山。

## 歴史
この寺の創建年代などについては不詳であるが、もともとは鎌倉時代から室町時代にかけてこの地方を領した飯尾氏が建立した仏堂に始まると見られ、南北朝時代の僧で法華宗妙満寺派（現在の顕本法華宗）の祖日什（1314年 - 1391年）が開山となり妙満寺派の寺院となったと伝えられる。

## 文化財
- 木造不動明王坐像 - 鎌倉時代末期

## 交通アクセス
- JR東日本外房線茂原駅より車。